# Enzo Monteiro
Enzo Eduardo Monteiro de Castro Becerra (Santa Cruz de la Sierra, 27 de mayo de 2004), más conocido como Enzo Monteiro, es un futbolista boliviano que juega como delantero en el Santos de la Serie A de Brasil.

## Trayectoria
Nacido en Santa Cruz de la Sierra ya que su padre jugaba en el país en ese momento, Monteiro comenzó su carrera en una escuela de fútbol local llamada Toreto García a la edad de cuatro años. A los once años se incorporó al equipo profesional Blooming, pero sólo dos años después se incorporó al Proyecto Bolivia 2022, un proyecto creado para fomentar el desarrollo de los jóvenes futbolistas bolivianos.
A finales de 2018, Monteiro se mudó a Brasil y firmó con Santos al mismo tiempo que sus compañeros de Proyecto Bolivia 2022, Miguel Terceros y Christian Osinaga. Poco después, a la pareja se unió Leonardo Zabala, a quien Monteiro conoce desde que tenía nueve años, ya que sus padres jugaban juntos al fútbol en Bolivia.
Monteiro firmó su primer contrato profesional con Santos en junio de 2022, firmando un contrato por tres años con opción a dos años adicionales. Hizo su debut con el primer equipo el 20 de abril de 2024, comenzando en una victoria en casa por 2-0 en la Serie B sobre Paysandu.

## Selección nacional
Monteiro representó a Bolivia en el Campeonato Sudamericano Sub-15 de 2019, disputando cinco apariciones. El 18 de agosto de 2023, fue convocado con el equipo principal para un amistoso contra Panamá, e hizo su debut internacional once días después, sustituyendo tarde a Víctor Ábrego en la derrota por 2-1. en el Estadio Félix Capriles de Cochabamba.

#### Goles internacionales
| N.º | Fecha                   | Sede                                           | Rival     | Marcador | Resultado | Competición                       |
| --- | ----------------------- | ---------------------------------------------- | --------- | -------- | --------- | --------------------------------- |
| 1   | 5 de septiembre de 2024 | Estadio Municipal de El Alto, El Alto, Bolivia | Venezuela | 4–0      | 4–0       | Clasificación Mundialista de 2026 |

## Clubes
| Club   | País   | Año   | Partidos | Goles |
| ------ | ------ | ----- | -------- | ----- |
| Santos | Brasil | 2024- | 1        | 0     |

## Vida personal
Su padre es el exfutbolista brasileño Edú Monteiro.